# Rebecca Alpert
Rebecca Trachtenberg Alpert (* 12. April 1950 in Brooklyn, Vereinigte Staaten) ist eine US-amerikanische Autorin und Rabbinerin.

## Leben
Alpert besuchte die Erasmus Hall High School und das Barnard College. Sie studierte jüdische Theologie an der Temple University und am Reconstructionist Rabbinical College (RRC) in Wyncote, Pennsylvania, außerhalb von Philadelphia, Pennsylvania. Sie spezialisierte sich auf die Amerikanische Jüdische Geschichte. Zu ihren Ausbildern gehörten Elaine Pagels und Mordechai M. Kaplan. Als Rabbinerin arbeitete sie danach an verschiedenen Synagogen in den Vereinigten Staaten und in Kanada. 1986 outete sie sich als lesbisch, trennte sich von ihrem bisherigen Ehemann Joel Alpert, mit dem sie zwei Kinder hat, und begann eine Beziehung mit Christie Balka. In den folgenden Jahren wurde sie zur Hochschullehrerin für Jüdische Religion an der Temple University berufen.

## Position zu Gaza
Im Februar 2025 wurde eine ganzseitige Anzeige in der New York Times veröffentlicht: »Trump hat die Ausweisung aller Palästinenser aus dem Gazastreifen gefordert. Jüdische Menschen sagen Nein zur ethnischen Säuberung!« Die öffentliche Erklärung war von mehr als 350 US-amerikanischen Rabbinern unterzeichnet sowie von jüdischen Künstlern, Schriftstellern und Aktivisten, darunter Rebecca Alpert, Judith Butler, Peter Beinart, Ilana Glazer, Naomi Klein, Tony Kushner und Joaquin Phoenix.

## Werke (Auswahl)
- Exploring Judaism: A Reconstructionist Approach with Jacob Staub, (Reconstructionist Press, 1985, revidierte Ausgabe 2000)
- Lesbian Rabbis: The First Generation, Editor (gemeinsam mit Sue Elwell und Shirley Idelson), (Rutgers University Press, 2001)
- Like Bread on the Seder Plate: Jewish Lesbians and the Transformation of Tradition (Columbia University Press, 1997)
- The Life and Thought Of Tehilla Lichtenstein
- Voices of the Religious Left: A Contemporary Sourcebook, Editor (Temple University Press, 2000)
- Whose Torah?: A Concise Guide to Progressive Judaism (The New Press, 2008)
- Out of Left Field: Jews and Black Baseball (Oxford University Press, 2011)
- Religion and Sports: An Introduction and Case Studies (Columbia University Press, 2015)

## Auszeichnungen und Preise (Auswahl)
- 1998: Lambda Literary Award für Like Bread on the Seder Plate